# Donald Adamson
Donald Adamson (Culcheth, 30 marzo 1939 – Polperro, 18 gennaio 2024) è stato un biografo, critico letterario e francesista britannico, il cui lavoro principale fu la biografia su Blaise Pascal.

## Biografia
Educato al Manchester Grammar School, Adamson studiò poi presso il Magdalen College di Oxford; nel 1971 gli venne conferito il D.Phil (Oxon).
Dal 1969 fino al 1989 fu professore all'Università di Londra. Tradusse numerosi capolavori di letteratura francese e pubblicò vari libri.
Nel 1989 fu eletto fellow invitato del Wolfson College di Cambridge, e anche FSA (1979), FRSL (1983), FRHistS (2007) e Hon. FCIL (2022).
Morì a Polperro il 18 gennaio 2024 all'età di 84 anni.

## Filosofia della religione
Nella sua biografia di Pascal, Adamson analizza il contributo scientifico di questo erudito al pensiero europeo, tanto per la fisica per la matematica, come pure la sua attività nell'etica (Le provinciali), nello studio sulla natura umana (I Pensieri) e nell'apologetica cristiana.
Vi esplora la percezione che Pascal si fece delle contraddizioni della natura umana, e l'erudizione profonda di quest'autore per tutto ciò che riguarda le tradizioni cristiane, ebraiche e rabbiniche. Un intero capitolo è dedicato alla scommessa. Il libro analizza anche la comprensione matematica di Pascal su Dio.

## Onorificenze
- Cavaliere dell'ordine delle Palme accademiche (1986)
- Cavaliere di giustizia del venerabilissimo ordine di San Giovanni (1998)
- Croce al merito pro Merito Melitensi (2013)
- Ufficiale dell'ordine delle Arti e delle Lettere (2022).

## Opere principali
- The Black Sheep, traduzione del romanzo La Rabouilleuse („Pecora Nera”) de Honoré de Balzac; Penguin Classics: Londra, 1970
- The House of Nell Gwyn: the fortunes of the Beauclerk family, 1670-1974; William Kimber: Londra, 1974
- Les Romantiques français devant la peinture espagnole; Blackgate Press: Londra, 1988
- Bed 29 & Other Stories (traduzione di 26 racconti de Guy de Maupassant); Folio Society: Londra, 1993
- Blaise Pascal: Mathematician, Physicist, and Thinker about God; Macmillan: Londra e New York, 1995
- The Curriers' Company: a Modern History; Londra, 2000
- Pascal: Views on Mathematics and the Divine; Elsevier: Amsterdam, 2005.

## Ascendenza
|                     |              |                       | Genitori            |  |  | Nonni |  |  | Bisnonni       |  |  | Trisnonni      |  |
|                     |              |                       |                     |  |  |       |  |  | George Adamson |  |  | Thomas Adamson |  |
|                     |              |                       |                     |  |  |       |  |  | George Adamson |  |  | Thomas Adamson |  |
|                     |              | Ellen Hatton          |                     |  |  |       |  |  | George Adamson |  |  |                |  |
| Thomas Adamson      |              |                       |                     |  |  |       |  |  | George Adamson |  |  |                |  |
|                     |              | Alice Pimblett        | Samuel Pimblett     |  |  |       |  |  |                |  |  |                |  |
|                     |              | Alice Pimblett        | Samuel Pimblett     |  |  |       |  |  |                |  |  |                |  |
|                     |              | Alice Pimblett        | Ellen Gorse         |  |  |       |  |  |                |  |  |                |  |
| Donald Adamson      |              | Alice Pimblett        |                     |  |  |       |  |  |                |  |  |                |  |
|                     |              | John Hands            | Williams Hands      |  |  |       |  |  |                |  |  |                |  |
|                     |              | John Hands            | Williams Hands      |  |  |       |  |  |                |  |  |                |  |
|                     |              | John Hands            | Elizabeth Cooper    |  |  |       |  |  |                |  |  |                |  |
| Dorcas Mary Hands   |              | John Hands            |                     |  |  |       |  |  |                |  |  |                |  |
|                     |              | Mary Pheney Jones     | Richard Jones       |  |  |       |  |  |                |  |  |                |  |
|                     |              | Mary Pheney Jones     | Richard Jones       |  |  |       |  |  |                |  |  |                |  |
|                     |              | Mary Pheney Jones     | Elizabeth Archer    |  |  |       |  |  |                |  |  |                |  |
| Donald Adamson      |              | Mary Pheney Jones     |                     |  |  |       |  |  |                |  |  |                |  |
|                     | Thomas Booth | John Booth            |                     |  |  |       |  |  |                |  |  |                |  |
|                     | Thomas Booth | John Booth            |                     |  |  |       |  |  |                |  |  |                |  |
|                     | Thomas Booth | Hannah Bramall        |                     |  |  |       |  |  |                |  |  |                |  |
| William Booth       | Thomas Booth |                       |                     |  |  |       |  |  |                |  |  |                |  |
|                     |              | Mary Ellen Leigh      | Thomas Leigh        |  |  |       |  |  |                |  |  |                |  |
|                     |              | Mary Ellen Leigh      | Thomas Leigh        |  |  |       |  |  |                |  |  |                |  |
|                     |              | Mary Ellen Leigh      | Elizabeth Timperley |  |  |       |  |  |                |  |  |                |  |
| Hannah Mary Booth   |              | Mary Ellen Leigh      |                     |  |  |       |  |  |                |  |  |                |  |
|                     |              | William Blundell      | Gilbert Blundell    |  |  |       |  |  |                |  |  |                |  |
|                     |              | William Blundell      | Gilbert Blundell    |  |  |       |  |  |                |  |  |                |  |
|                     |              | William Blundell      | Alice Mawdsley      |  |  |       |  |  |                |  |  |                |  |
| Mary Alice Blundell |              | William Blundell      |                     |  |  |       |  |  |                |  |  |                |  |
|                     |              | Hannah Mary Fairhurst | Charles Fairhurst   |  |  |       |  |  |                |  |  |                |  |
|                     |              | Hannah Mary Fairhurst | Charles Fairhurst   |  |  |       |  |  |                |  |  |                |  |
|                     |              | Hannah Mary Fairhurst | Mary Dennett        |  |  |       |  |  |                |  |  |                |  |
|                     |              | Hannah Mary Fairhurst |                     |  |  |       |  |  |                |  |  |                |  |